# 圖爾峰
圖爾峰（英語：Tur Peak），是南極洲的山峰，位於維多利亞地的博克格雷溫克海岸，處於艾伯茨山東南面8公里的馬爾塔高原東南部，海拔高度1,470米，美國地質調查局根據測量和美國海軍拍攝的空中照片繪入地圖，現時由南極條約體系管理。